# Mr. Tambourine Man (album)
Mr. Tambourine Man je první studiové album americké rockové skupiny The Byrds, vydané v červnu 1965 u vydavatelství Columbia Records. Nahráno bylo od ledna do dubna téhož roku ve studiu Columbia Studios v Hollywoodu a jeho producentem byl Terry Melcher. Hudební časopis Rolling Stone album zařadil na 232. místo v žebříčku 500 nejlepších alb všech dob.

## Seznam skladeb
| Pořadí | Název                        | Autor                       | Délka |
| ------ | ---------------------------- | --------------------------- | ----- |
| 1.     | Mr. Tambourine Man           | Bob Dylan                   | 2:29  |
| 2.     | I'll Feel a Whole Lot Better | Gene Clark                  | 2:32  |
| 3.     | Spanish Harlem Incident      | Dylan                       | 1:57  |
| 4.     | You Won't Have to Cry        | Clark, Jim McGuinn          | 2:08  |
| 5.     | Here Without You             | Clark                       | 2:36  |
| 6.     | The Bells of Rhymney         | Idris Davies, Pete Seeger   | 3:30  |
| 7.     | All I Really Want to Do      | Dylan                       | 2:04  |
| 8.     | I Knew I'd Want You          | Clark                       | 2:14  |
| 9.     | It's No Use                  | Clark, McGuinn              | 2:23  |
| 10.    | Don't Doubt Yourself, Babe   | Jackie DeShannon            | 2:54  |
| 11.    | Chimes of Freedom            | Dylan                       | 3:51  |
| 12.    | We'll Meet Again             | Ross Parker, Hughie Charles | 2:07  |

## Obsazení
The Byrds
- Jim McGuinn – kytara, zpěv
- Gene Clark – kytara, tamburína, zpěv
- David Crosby – kytara, zpěv
- Chris Hillman – baskytara
- Michael Clarke – bicí

Ostatní hudebníci
- Jerry Cole – kytara
- Larry Knechtel – baskytara
- Leon Russell – elektrické piano
- Hal Blaine – bicí